# Mazurek Point
Der Mazurek Point (englisch; polnisch Przylądek Mazurek) ist eine kleine Landspitze an der Südküste von King George Island in der Gruppe der Südlichen Shetlandinseln. Sie trennt die Lions Cove im Norden von der Polonez Cove im Süden.
Polnische Wissenschaftler benannten sie 1980 in Anlehnung an die polnische Nationalhymne Mazurek Dąbrowskiego.